# Ajuste estrutural
Programa de ajuste estrutural (PAE) consiste em empréstimos fornecidos pelo Fundo Monetário Internacional (FMI) e pelo Banco Mundial (BM) a países que sofreram crises econômicas.  As duas Instituições de Bretton Woods exigem que os países mutuários implementem certas políticas para obter novos empréstimos (ou para baixar as taxas de juros das existentes). As cláusulas de condicionalidade associadas aos empréstimos foram criticadas devido aos seus efeitos no setor social.
Os PAEs são criados com o objetivo de reduzir os desequilíbrios fiscais do país mutuário no curto e médio prazo ou para ajustar a economia ao crescimento de longo prazo. O banco do qual um país mutuário recebe seu empréstimo depende do tipo de necessidade. O FMI geralmente implementa políticas de estabilização e o Banco Mundial é responsável pelas medidas de ajuste.
Os PAEs devem permitir que as economias dos países em desenvolvimento se tornem mais orientadas para o mercado. Isso os obriga a concentrar-se mais no comércio e na produção, de modo a impulsionar sua economia.  Por meio de condições, os PAEs geralmente implementam programas e políticas de "livre mercado". Esses programas incluem mudanças internas (principalmente privatização e desregulamentação), bem como externas, especialmente a redução de barreiras comerciais. Os países que não aprovarem esses programas podem estar sujeitos a severas disciplinas fiscais. Os críticos argumentam que as ameaças financeiras aos países pobres chegam a chantagem e que os países pobres não têm escolha senão cumprir.
Desde o final da década de 1990, alguns proponentes de ajustes estruturais (também chamados de reformas estruturais), como o Banco Mundial, têm falado de " redução da pobreza " como um objetivo. Os PAEs eram frequentemente criticados por implementar políticas genéricas de livre mercado e por sua falta de envolvimento do país mutuário. Para aumentar a participação do país mutuário, os países em desenvolvimento são encorajados a elaborar Documentos de Estratégia de Redução da Pobreza (DERPs), que essencialmente tomam o lugar dos PAEs. Alguns acreditam que o aumento da participação do governo local na criação da política levará a uma maior apropriação dos programas de empréstimos e, portanto, a uma melhor política fiscal. O conteúdo dos DERPs se mostrou semelhante ao conteúdo original dos PAEs criados por bancos. Os críticos argumentam que as semelhanças mostram que os bancos e os países que os financiam ainda estão excessivamente envolvidos no processo de formulação de políticas. Dentro do FMI, a facilidade reforçada do ajuste estrutural foi sucedida pela facilidade da redução e do crescimento da pobreza, que é por sua vez sucedida pela facilidade de crédito prolongada.
Em 2018, a Índia tem sido o maior beneficiário de empréstimos do programa de ajuste estrutural desde 1990. Tais empréstimos não podem ser gastos em programas de saúde, desenvolvimento ou educação. As maiores delas foram para o setor bancário (US $ 2 trilhões para o BIRD 77880) e para a missão Swachh Bharat (US $ 1,5 trilhão para o BIRD 85590).